# Baredine (jama)
Jama Baredine geomorfološki je spomenik prirode i prvi speleološki lokalitet na hrvatskom dijelu poluotoka Istre uređen za turističku namjenu, za posjete otvoren od 1995. godine.
Jama Baredine nazvana je imenom okolnog terena (baredine), a vjerojatno potječe od riječi bared, koja u lokalnom dijalektu označava zapušteno zemljište. 
Smještena je u zapadnom dijelu Istre između Poreča, Višnjana i Tara, samo 5 km od obale mora. Krški teren, u kojem je nastala, morski je sediment kredne starosti prekriven zemljom crvenicom (terra rossa). Od vertikalnog ulaza jame, smještenog na 117 metara nadmorske visine, pruža se pogled preko uređenih nasada maslina i vinove loze sve do mora.

## Povijest

### Prva istraživanja
Iako je poznata i posjećivana od davnina, u novije vrijeme istraživanju jame Baredine posvećuju se porečki speleolozi Speleološkog društva Proteus.  
Godine 1973., na -80 metara, (dubini već ranije zabilježenoj u istraživanjima tršćanskih speleologa iz 1928. godine), otkrivaju novi prolaz kojim su stigli do podzemnih jezera i do danas poznate dubine od 132 metra.
Temeljem tih istraživanja, 1986. godine biva zaštićena kao geomorfološki spomenik prirode.  

### Novija istraživanja i turistička valorizacija
Početkom devedestih godina počinju konkretni radovi na njezinu uređenju, a od svibnja 1995. godine otvorena je za turističke posjete. U narednih nekoliko godina uređena je infrastruktura čime su stvoreni uvjeti za kvalitetniji boravak posjetitelja u jami i oko nje.
Od prvih istraživanja 1973. godine pa sve do današnjih dana jama se dodatno istraživala s ciljem pronalaska novih prostora te je prikupljena površinska keramika u zemljanim sedimentima što svjedoči o davnu ulasku i boravku čovjeka u istoimenoj jami, a time je ujedno istraživana i podzemna fauna.
Jama Baredine je prvi speleološki objekt ujedno i geomorfološki spomenik prirode u Istri valoriziran za posjetu turista.

## Obilazak jame
Obilazak jame traje 40 minuta, stazom duljine 300 metara, posjećuje se pet bogato ukrašenih dvorana i silazi se do podzemnog jezera na dubini 60 metara. Zanimljivost ovog pustolovnog pothvata je i susret s podzemnim živim svijetom: Čovječjom ribicom (lat. Proteus anguinus), endemom šireg područja dinarskog krša. 
Ulazi se svakih pola sata u pratnji vodiča (uključeno u cijenu ulaznice), a jezici vođenja su hrvatski, talijanski, njemački, engleski i ruski. Jama je osvijetljena i uređena, staza i stepenice imaju čvrste rukohvate, temperatura je ugodnih 14 ˚C pa se može posjetiti i bez posebne obuće i odjeće.

## Vanjske poveznice
- Službene stranice Jame Baredine